# 357
| [ Edytuj tabelę ] |                                         |
| Król Aksum        | - 320 Ezana 360                         |
| Władca Guptów     | - 330 Samudragupta 375                  |
| Władca Korei      | - 331 Kogugwŏn 371                      |
| Papież            | - 352 Liberiusz 366 - 355 Feliks II 365 |
| Król Persji       | - 309 Szapur II 379                     |
| Cesarz Rzymu      | - 337 Konstancjusz II 361               |

Rok 357 / CCCLVII
stulecia: III wiek ~
IV wiek ~
V wiek

lata: 347 «
352 «
353 «
354 «
355 «
356 «
357
» 358
» 359
» 360
» 361
» 362
» 367

## Wydarzenia
- Europa
  - jesień - rzymski wódz Julian pokonał Alamanów pod Argentoratum (dziś Strasburg)